# Государственный старейшина Эстонии
Государственный старейшина (эст. riigivanem) — существовавшая в 1921—1937 годах должность руководителя правительства Эстонии и главы эстонского государства.
Согласно Конституции Эстонской Республики, принятой 15 июня 1920 года Учредительным собранием и введённой в действие Законом «О введении в действие Конституции Республики и Закона о выборах в Рийгикогу, референдуме и праве народной инициативы» от 2 июля 1920 года (опубликовано в правительственном бюллетене «Riigi Teataja» 2 августа 1920 № 113/114), членами Правительства Эстонской Республики являлись государственный старейшина и министры. Государственный старейшина был наделён обязанностями представлять Эстонскую Республику, управлять и координировать деятельность правительства и руководить его заседаниями; он имел право подавать запросы о деятельности министров. Правительство Эстонской Республики назначало из своего состава заместителя государственного старейшины.
Согласно конституции государственный старейшина не мог выполнять роль арбитра в случае конфликта между парламентом и правительством, поскольку был полностью зависим от депутатов и мог быть в любой момент отправлен ими в отставку.
13 июля 1922 года Правительство Эстонской Республики утвердило следующий перевод названия должности государственного старейшины:
- на английском: State Head или President
- на французском: Chef d’Etat или President
- на немецком: Staatspräsident
- на русском: Глава Республики

## Государственные старейшины Эстонской Республики
1. Антс Пийп (1884 — 1942) — 21 декабря 1920 — 25 января 1921
2. Константин Пятс (1874 — 1956) — 25 января 1921 — 21 ноября 1922
3. Юхан Кукк (1885 — 1942) — 21 ноября 1922 — 2 августа 1923
4. Константин Пятс (1874 — 1956) — 2 августа 1923 — 26 марта 1924
5. Фридрих Акель (1871 — 1941) — 26 марта 1924 — 16 декабря 1924
6. Юри Яаксон (1870 — 1942) — 16 декабря 1924 — 15 декабря 1925
7. Яан Теэмант (1872 — 1941) — 15 декабря 1925 — 9 декабря 1927
8. Яан Тыниссон (1868 — 1941) — 9 декабря 1927 — 4 декабря 1928
9. Аугуст Рей (1886 — 1963) — 4 декабря 1928 — 9 июля 1929
10. Отто Аугуст Страндман (1875 — 1941) — 9 июля 1929 — 12 февраля 1931
11. Константин Пятс (1874 — 1956) — 12 февраля 1931 — 19 февраля 1932
12. Яан Теэмант (1872 — 1941) — 19 февраля 1932 — 19 июля 1932
13. Карл Эйнбунд  (1888—1942) — 19 июля 1932 — 1 ноября 1932
14. Константин Пятс (1874 — 1956) — 1 ноября 1932 — 18 мая 1933
15. Яан Тыниссон (1868 — 1941) — 18 мая 1933 — 21 октября 1933
16. Константин Пятс (1874 — 1956) — 21 октября 1933 — 3 сентября 1937 (с 24 января 1934 премьер-министр с полномочиями государственного старейшины, в соответствии с Конституцией Эстонской Республики 1934 года)

Из 10 человек бывших старейшин Эстонской республики 8 были либо расстреляны советским руководством, либо умерли в советском заключении. Отто Страндман после получения повестки от НКВД застрелился. Только Аугуст Рей смог избежать ареста, уехав в Швецию летом 1940 года.